# Skogsbruksplan
Skogsbruksplan är ett verktyg i planeringen av skogsskötseln på en skogsfastighet. Den ger beslutsunderlag och bidrar till att öka fastighetens ekonomiska avkastning. Skogsbruksplanen innehåller bland annat fakta om skogen på fastigheten, skötselrekommendationer för varje skogsbestånd på fastigheten samt karta över fastigheten och kartor kopplade till åtgärdsförslag. Skogsbruksplanen innehåller bland annat uppgifter om de i fastigheten ingående skogsbeståndens yta, ålder och huggningsklass.
En skogsbruksplan utgör även underlag för skogsvärdering vid försäljning av skogsfastigheter. I dag är de flesta skogsbruksplaner som upprättas så kallade Gröna Skogsbruksplaner (naturvårdsanpassade) och utgör underlag för certifiering enligt FSC eller PEFC.